# Alexandr Gramovich
Alexandr Gramovich –en ruso, Александр Грамович– (1969) es un deportista soviético que compitió en piragüismo en la modalidad de aguas tranquilas. Ganó una medalla de bronce en el Campeonato Mundial de Piragüismo de 1990, en la prueba de C2 1000 m.

## Palmarés internacional
| Campeonato Mundial | Campeonato Mundial | Campeonato Mundial | Campeonato Mundial |
| Año                | Lugar              | Medalla            | Evento             |
| ------------------ | ------------------ | ------------------ | ------------------ |
| 1990               | Poznań (Polonia)   | Medalla de bronce  | C2 1000 m          |